# André e Felipe
André & Felipe é uma dupla de música sertaneja evangélica formada pelos irmãos André Santoro Valero (Maringá,  PR, 11 de dezembro de 1989) e Felipe Santoro Valero (Maringá,  PR, 23 de março de 1991).

## Biografia
A dupla iniciou sua carreira profissional e pública a partir do ano 2000, foram anos de luta até chegarem ao auge do sucesso, conquistando o Brasil com suas músicas no estilo sertanejo universitário. Nascidos em Maringá no Paraná, André e Felipe foram criados em Americana interior de São Paulo, onde tudo começou. Atualmente moram em Joinville, Santa Catarina Na década de 1996 lançaram o primeiro CD, Grande Amor, ainda na infância. Com aceitação do público e o amor pela música, três anos depois a dupla lança seu segundo e terceiro álbum musical intitulados Vaso Novo e Terremoto. O reconhecimento logo chega e, assinam contrato com a gravadora (Unirecords) empresa responsável por lançar 4º e 5º álbum da dupla tendo como produtor o maestro Melk Carvalhêdo. Em 2013 assinam contrato com a Gravadora Sony Music lançando o álbum Paz e Amor dirigido por Jimmy Oliveira. Em 2017 firmaram contrato com Warner Music Brasil. Com 18 anos de carreira somam aproximadamente 4 discos de ouro com os álbuns Acelera e Pisa, Hora de Vencer, Chuva de Poder e o sucesso Paz e Amor entregue em evento realizado no Festival Promessas. Em janeiro de 2015 lançaram seu primeiro DVD ao vivo pela Sony Music para mais de 50 mil pessoas, com participação especial de Damares, Anderson Freire, DJ PV, Raquel Santoro entre outros. Considerado em 2017 uma das maiores duplas sertanejas do gospel, André e Felipe já venderam mais de 1 milhão de cópias de discos em todo Brasil e mais de 70 milhões de visualizações no canal VEVO, receberam o troféu de ouro no meio musical por aproximadamente três anos seguidos, rendendo dois discos de platina com os álbuns Chuva de Poder e Paz e Amor com mais de 200 mil cópias vendido.

## Certificações
| País   | Empresa             | Certificação | Vendas   |
| ------ | ------------------- | ------------ | -------- |
| Brasil | Sony Music          | Ouro         | +40.000  |
| Brasil | Warner Music Brasil | Platina      | +200.000 |

## Discografia
- 2001: Grande Amor
- 2004: Vaso Novo
- 2008: Terremoto
- 2010: Hora de Vencer   Ouro
- 2011: Chuva de Poder   Platina
- 2013: Paz e Amor   Platina
- 2015: Vou para o alvo
- 2015: Acelera e Pisa   Ouro
- 2016: Na Estrada
- 2019: Cadê o vencedor?
- 2021: Em meu coração
- 2023: No Secreto
- 2024: Ao Vivo no Mineirão